# Dendrobium trigonopus
Dendrobium trigonopus — вид многолетних трявянистых растений семейства Орхидные, или Ятрышниковые (Orchidaceae).
Китайское название: 翅梗石斛 (chi geng shi hu).

## Ареал, экологические особенности
Китай (юг Юньнань), Лаос, Мьянма, северный Таиланд, Вьетнам.
Эпифит на стволах деревьев в горных лесах на высотах 1100—1600 метров над уровнем моря. Согласно другому источнику 300—1500 метров над уровнем моря.
Относится к числу охраняемых видов (II приложение CITES).

## Биологическое описание
Симподиальные вечнозелёные или листопадные растения средних размеров.
Псевдобульбы 5—11 см, 12—15 мм в диаметре, от зелёных до золотисто-жёлтых, в зависимости от возраста и сезона, веретенообразное, иногда булавовидные, толстые и мясистые, неветвящиеся, с 3—5 узлами. Междоузлия около 2 см. Листьев 3 или 4.
Листья продолговатые, 8—9,5 х 1,5—2,5 (или более) см, кожистые, вершины острые.
Соцветия в количестве 1 или 2, дугообразные, 2- или 3-цветковые. Прицветники яйцевидно-треугольные, около 5 мм, мясистые, вершины острые.
Цветки ароматные, пониклые, плотные, чашелистики и лепестки желтые, губа жёлтая. Верхний и боковые чашелистики узко ланцетные, около 30 × 10 мм, вершины острые. Лепестки продолговато-яйцевидные, около 25 × 11 мм, 8-жильные с острой вершиной. Колонка около 6 мм.

## В культуре
Температурная группа — от холодной до тёплой.
Посадка на блок при наличии высокой относительной влажности воздуха и ежедневного полива, а также в горшок или корзинку для эпифитов. Субстрат не должен препятствовать движению воздуха. Состав субстрата — сосновая кора средней и крупной фракции. Полив по мере просыхания субстрата.
Во время вегетации полив обильный. Период покоя с осени по весну. В это время сокращают полив и снижают температуру воздуха.
Освещение: яркое рассеянное.